# 阿尔古斯托
阿尔古斯托（義大利語：Argusto），是意大利卡坦扎罗省的一个市镇。总面积7平方公里，人口556人，人口密度79.4人/平方公里（2009年）。ISTAT代码为079007。